# Joachim Faber (Grafiker)
Joachim Faber, auch Himke Faber (* 4. Juni 1914 in Elberfeld; † 17. Februar 1973 in Oberursel), war ein deutscher Gebrauchsgrafiker.

## Leben
Faber war Sohn des Opernsängers und Schauspielers Hans Joachim Faber und besuchte von 1932 bis 1935 in Düsseldorf die Kunstschule von Hans Carp. Er lebte in Oberursel und erledigte freiberuflich werbegrafische Aufträge, unter anderem für die Adox-Fotowerke (Frankfurt am Main), die Deutsche Bundesbahn, die Hanauer Gummischuhfabrik, die Internationale Automobil-Ausstellung (Plakat 1967), die Mitteldeutsche Hartstein-Industrie (Frankfurt am Main) und die Förderungs-Gesellschaft der Reformwirtschaft (Bad Homburg). Er war Mitglied im Bund Deutscher Grafik-Designer und der Deutschen Werbewissenschaftlichen Gesellschaft. Dem Deutschen Werbeklub diente er als Präsident.

## Schrift
- Himke Faber (Vorwort): Wie mache ich meinen Weg als Gebrauchsgraphiker und Illustrator. Deutscher Werbeklub, München 1975.